# Edwin F. Harding

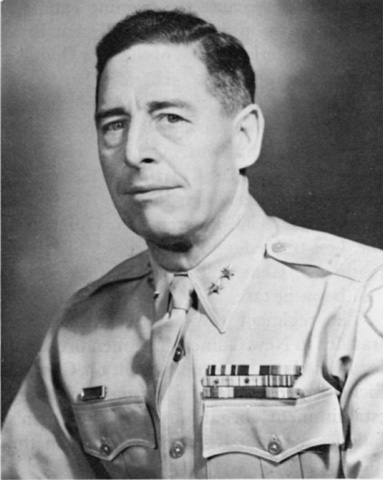
Generalmajor Edwin Forrest Harding

Edwin Forrest Harding (* 18. September 1886 in Franklin (Ohio); † 5. Juni 1970) kommandierte zu Beginn des Zweiten Weltkrieges die 32. Infanterie-Division der US Army. Im Jahre 1909 hatte er sein Studium an der Militärakademie der USA auf Platz 74 unter seinen Mitschülern abgeschlossen. Unter den Mitschülern war unter anderen auch George S. Patton, der auf Platz 46 seinen Abschluss machte. Sein erstes Feldkommando war die 32. Infanterie-Division der US Army. Diese Einheit absolvierte insgesamt 654 Kampftage im Zweiten Weltkrieg, mehr als jede andere US Division.

## Jugend und Ausbildung
Edwin Forrest Harding wurde als Sohn von Clarence Henry (Larry) Harding, Manager eines Unternehmens, das Schreibpapier herstellte und seiner Frau Lilly geboren. Edwin Harding besuchte die High School Franklin und danach die Phillips Exeter Academy. Außerdem besuchte er ein Jahr lang die 'Charles Braden Preparatory Academy', eine spezielle Vorbereitungsschule für die United States Military Academy in West Point. Er bestand die Aufnahmeprüfung, wurde zur Akademie West Point zugelassen und schloss die Ausbildung im Jahre 1909 ab.

## Frühe Militärzeit
Vor dem Zweiten Weltkrieg war Harding im Range eine Oberst Kommandeur des 27. Infanterieregiments der US Army. 1941 wurde er zum Brigadegeneral befördert und Stellvertretender Kommandeur der 9. Infanteriedivision.

Cover des Buches Infantry in Battle. Ein Leitfaden für Offiziere für den Einsatz von Infanterie im Kampf. Harding war Editor des Buches, das heute noch in Gebrauch ist.

1934 war Oberst George C. Marshall, der spätere US-Außenminister der stellvertretende Kommandeur in Fort Benning. Er wählte Harding als Ausbilder aus und übertrug ihm die Verantwortung für die Veröffentlichungen der Infanterieschule. Harding überarbeitete 'Infantry in Battle', ein Buch über neue Ideen über die Organisation der Infanterie im Gefecht. Harding war Verantwortlich für die Planung des Buches, überwachte die Vorbereitungen und bearbeitete den Inhalt des Manuskriptes. Harding verstand das moderne Militär und war nicht nur Herausgeber des Buches 'Infantry in Battle', er hatte das Buch buchstäblich geschrieben.

### Angriff auf Buna

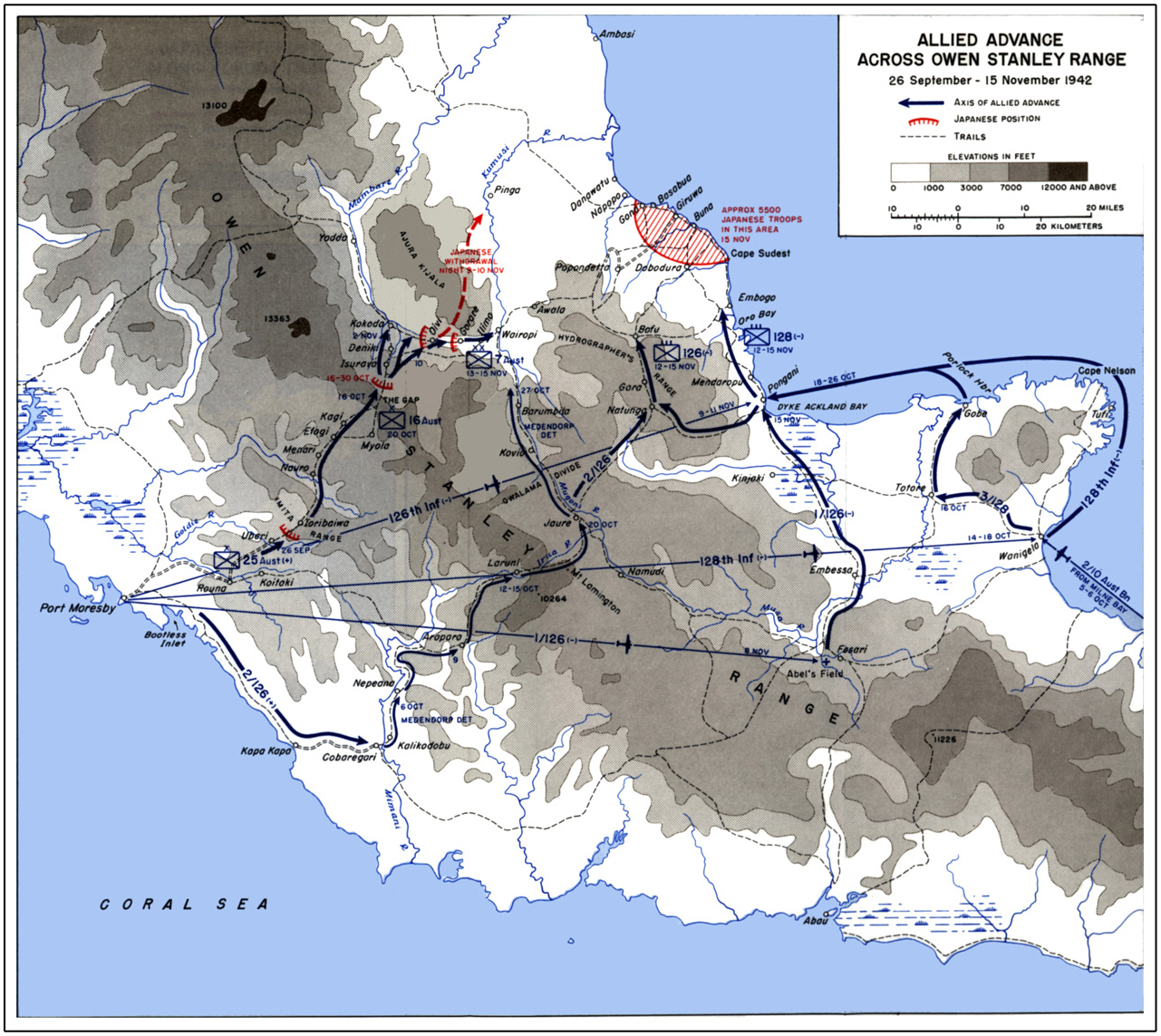
Allied Advance Across Owen Stanley Range September 26 - November 15, 1942.

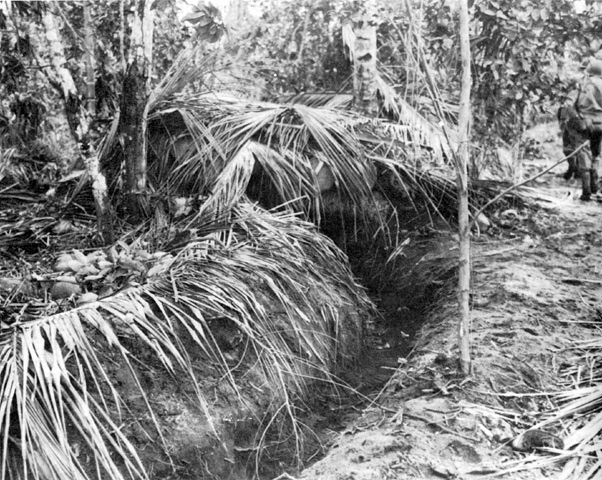
Japanese bunker at Buna made from coconut logs

Die 32. Infanteriedivision, deren Kommandeur Harding ab 9. Februar 1942 war, sollte eigentlich eine einjährige Ausbildung erhalten haben, bevor sie die Vereinigten Staaten verließ. Sie sollte auch eine Personalstärke von 11.600 Mann haben, aber, wie fast alle Einheiten der Nationalgarde und der regulären Armee, hatte auch die 32. Infanteriedivision nicht die volle Stärke und auch nicht die vollständige, geplante Ausrüstung. Außerdem war die Ausbildung von vielen Soldaten nicht abgeschlossen. Geplant war der Einsatz der 32. Infanteriedivision in Europa und sie stand schon kurz vor der Einschiffung nach Nordirland, als der Befehl kam, in den südlichen Pazifik, nach Neuguinea zu verlegen. Der Plan war, gemeinsam mit australischen Einheiten von der Südküste Neuguineas zur Nordküste zu marschieren, um die japanischen Truppen von dort zu vertreiben.
Es gab keine Straßen oder ausgebaute Wege durch den Dschungel vom Süden nach Norden über das Owen-Stanley-Gebirge auf Neuguinea. Die einzige Möglichkeit, die Truppen, die von Port Moresby nach Buna marschierten, mit Verpflegung, Munition und Ausrüstung, die für einen Angriff auf die japanischen Stellungen nötig gewesen wäre, zu versorgen, war durch die Luft. Aber auch das war problematisch. Der Owen Stanley Rücken war zerklüftet, es fehlten Fallschirme für relativ zielgenaue Abwürfe und so sollte das Material aus einer Höhe von 10–15 m aus den Flugzeugen herausgeworfen werden. Als diese Versorgungstransporte dann durchgeführt wurden, wurde viel Material durch den Aufprall unbrauchbar oder ging durch Fehlwürfe verloren.
Die 32. Infanteriedivision unter General Harding wurde beauftragt, Buna am 19. November 1942 einzunehmen. General Douglas MacArthur hatte Informationen von Brigadegeneral Charles Willoughby erhalten, die besagten, dass es auf japanischer Seite 'kaum Anzeichen für einen Versuch gebe, dem Vormarsch der Alliierten entschieden entgegenzutreten'. MacArthur glaubte es und erwartete, dass Buna von unterbesetzten und bereits schwer angeschlagenen japanischen Streitkräften verteidigt und deshalb in wenigen Tagen eingenommen werden würde. Unglücklicherweise für die amerikanischen Soldaten waren die japanischen Verteidiger nicht über ihre Schwäche informiert.
Bevor der Angriff begann, wurde General Harding fast getötet. Er war zusammen mit seiner Stabskompanie an Bord eines Trawlers, als der von japanischen Flugzeugen angegriffen wurde. Er konnte sich nur retten, indem er über Bord sprang und ans Ufer schwamm. Der Angriff zerstörte viele der Vorräte, auf die Harding für den bevorstehenden Angriff angewiesen war.
Im Oktober 1942 wurden die Soldaten des 2. Bataillons, unterstützt von mehreren hundert einheimischen Trägern, über das Owen-Stanley-Gebirge auf dem Kapa Kapa Trail in Richtung der Nordküste geschickt, wo sie die japanischen Streitkräfte, die sich auf dem Kokoda Trail in Richtung Küste zurückzogen, angreifen sollten. Die Entfernung über die Berge zu den japanischen Stellungen betrug über 200 km und die meisten Strecken auf dem Kapa Kapa Trail waren kaum genutzt und in einem dementsprechenden Zustand. Die Soldaten waren völlig unvorbereitet. Das Bataillon litt stark unter der Witterung in den Bergen und auch unter Malaria, Denguefieber, Tsutsugamushi-Fieber, Immersionsfüßen und Ruhr. Die Männer trugen nur Rationen für sechs Tage bei sich und rechneten damit, unterwegs mit Nachschub versorgt zu werden, was allerdings in nur unzureichendem Maße erfolgte. Einige ihrer Rationen enthielten australisches Corned Beef, das ranzig geworden war. Viele Männer bekamen eine Lebensmittelvergiftung. Sie hatten keine Macheten, kein Insektenschutzmittel, keine wasserdichten Behälter für Medikamente oder persönliche Gegenstände und jeden Tag regnete es heftig. Es war einer der qualvollsten Märsche in der amerikanischen Militärgeschichte.
Das Bataillon benötigte 42 Tage, um die Berge zu überqueren und die Küste zu erreichen. Sie sahen während ihres Marsches keinen einzigen japanischen Soldaten und das Bataillon erreichte die Nordküste nach den Australiern, die auf dem Kokoda Trail gegen die Japaner gekämpft hatten. Während ihres Marsches wurde der Rest des Regiments über die Owen Stanley Range geflogen und traf vor dem 2. Bataillon ein. Das Bataillon erhielt während des Marsches den Spitznamen 'Das Geisterbataillon', was sich nicht nur auf die geisterhaften Bedingungen bezieht, die es beim Passieren des 3080 m hohen Mount Obree vorfand, dem es den Spitznamen 'Ghost Mountain' gab, sondern auch auf seinen Zustand bei der Ankunft.
Als Harding erfahren hatte, dass der Weg über das Owen-Stanley-Gebirge auf Papua-Neuguinea Gebirge lang und extrem anstrengend war, ließ er den Rest der 32. Division von der US Air Force nach Buna transportieren, um sich mit den australischen Truppen zu vereinigen, die die japanischen Brückenköpfe im Osten Neu Guineas bei Buna und Sananda angriffen. Ein örtlicher Priester informierte die Alliierten, dass es auf der Westseite des Gebirges einen Landestreifen gab und General MacArthur befahl, den Rest der 32. Division mit Flugzeugen über das Owen-Stanley-Gebirge zu transportieren, damit war es auch die erste Artillerie Einheit der US Army, die durch die Luft ins Kampfgebiet transportiert wurde.

### Pattsituation bei Buna
Harding hatte MacArthurs Entscheidung, sich auf direkte Luftunterstützung an Stelle von Panzern oder schwerer Artillerie zu verlassen akzeptiert. Seine Truppen wurden allerdings von japanischen Feldbefestigungen aufgehalten. Mit der Artillerieunterstützung einer einzigen Batterie mit 25 Pfündern (Kaliber 87,63 mm) und begrenzter Munition war die Division nicht in der Lage gegen diese Positionen weiter vorzurücken und es entstand eine Pattsituation. Als die 32. Division nicht vorrückte, war MacArthur so besorgt über den mangelnden Fortschritt, dass er Generalmajor Robert L. Eichelberger, Kommandeur des I Korps, schickte, um über die Situation Bericht zu erstatten. MacArthur sagte zu Eichelberger:

„Bob, ich übertrage dir das Kommando in Buna. Entlasse Harding ... Ich erwarte, dass du alle Offiziere entlässt, die nicht kämpfen wollen. Entlasse Regiments- und Battailonskommandeure; wenn nötig, stelle Sergeants an die Spitze von Battaillonen und Korporale an die Spitze von Kompanien ... Bob, ich möchte, dass du Buna einnimmst oder nicht lebend zurückkehrst ... das Gleiche gilt auch für deinen Stabschef.“

### Entlassung Hardings
Eichelberger und sein Stab flogen nach Buna und inspizierte am 2. Dezember 1942 den linken oder im Westen liegenden Flügel der US Front, die sogenannte Urbana Force. Zwei seiner Stabsoffiziere inspizierten zur gleichen Zeit den rechten Flügel, der Warren Force genannt wurde. Sie stießen auf Truppen, die immer noch unter Malaria, Denguefieber, tropischer Dysenterie und anderen Krankheiten litten. Sie stellten fest, dass die gelieferte Verpflegung nicht ausreichend war und auch Vitaminmangel herrschte. Die Soldaten waren unrasiert, die Uniformen und Stiefel waren schmutzig und teilweise zerfetzt und sie zeigt nur wenig Disziplin und militärisches Verhalten. Obwohl sie nur zwei Wochen an der Front gewesen waren, war ihre Moral wegen des fehlenden Fortschritts schlecht.
Ebenfalls am 2. Dezember 1942 entließ Eichelberger, seinen Klassenkameraden aus West Point General Harding. Eichelberger entließ auch die Regiments- und die meisten der Bataillonskommandanten. Harding wurde durch den Artilleriekommandeur der Division, Brigadegeneral Albert W. Waldron ersetzt. Eine von Eichelberger angesetzte Untersuchung einer Kompanie ergab, dass alle Angehörige dieser Kompanie unter Fieber litten. Den Soldaten fehlte auch Material zur Reinigung und Pflege der Waffen, deshalb beauftragte Eichelberger einen Offizier mit der Versorgung, der alle Protokolle ignorierte, um alles zu besorgen, was die Männer brauchten. An der Front trug Eichelberger offen seine drei Sterne auf den Schultern und ignorierte damit die Regel, dass Offiziere an der Front ihre Abzeichen ablegen, weil sie feindliches Feuer auf sich ziehen würden.

## Spätere Kommandos
MacArthur hatte Harding zunächst einen neuen Auftrag im Südwestpazifik versprochen, doch einige Wochen später wurde Harding in die Vereinigten Staaten zurückgerufen. 1943 wurde er zum Kommandeur der Mobilen Streitkräfte in der Panamakanalzone und 1944 zum Kommandeur des Antillen-Departements in der Karibik ernannt, eine unbedeutende Position, der 20 Forts, Lager und Felder auf Kuba, Haiti, Costa Rica bis Aruba und Teile des nördlichen Südamerikas umfasste. 1945 wurde er zum Direktor der historischen Abteilung des Kriegsministeriums für die Vereinigten Stabschefs ernannt. Dort überwachte er die Planung der umfassenden Geschichte der Armee über den Zweiten Weltkrieg. Er legte am 18. Dezember 1945 einen Plan vor, in dem er schätzte, dass die gesamte historische Reihe etwa 120 Bände umfassen würde.
Nach 37 Jahren Militärdienst ging Harding 1946 in den Ruhestand.